# Soyuz TM-33
Soyuz TM-33 foi a décima quarta missão tripulada à ISS e uma nave espacial russa de transporte de astronautas, que foi lançada por um foguete Soyuz-U do Cosmódromo de Baikonur às 08:59 UT de 21 de Outubro de 2001. Ela transportou dois cosmonautas russos e uma francesa para a Estação Espacial Internacional (ISS).
Acoplou-se à ISS às 10:00 UTC de 23 de outubro. Este novo grupo passou oito dias na ISS, e retornou na Soyuz TM-32 às 03:59 UT de 31 de outubro. A nova Soyuz permaneceu acoplada como nave salva-vidas para os atuais ocupantes, dois cosmonautas russos e um astronauta norte-americano.

## Tripulação
Tripulação lançada na Soyuz TM-33: (21 de outubro de 2001)
| Posição             | Tripulante         | Duração        | Pousou na   |
| ------------------- | ------------------ | -------------- | ----------- |
| Comandante          | Viktor Afanasyev   | 9d 19h 59m 50s | Soyuz TM-32 |
| Engenheira de voo 1 | Claudie Haigneré   | 9d 19h 59m 50s | Soyuz TM-32 |
| Engenheiro de voo 2 | Konstantin Kozeyev | 9d 19h 59m 50s | Soyuz TM-32 |

Tripulação retornada na Soyuz TM-33: (5 de maio de 2002)
| Posição           | Tripulante        | Duração        | Lançou na   |
| ----------------- | ----------------- | -------------- | ----------- |
| Comandante        | Yuri Gidzenko     | 9d 21h 25m 05s | Soyuz TM-34 |
| Engenheiro de voo | Roberto Vittori   | 9d 21h 25m 05s | Soyuz TM-34 |
| Turista espacial  | Mark Shuttleworth | 9d 21h 25m 05s | Soyuz TM-34 |

## Parâmetros da Missão
- Massa: ? kg
- Perigeu: 191 km
- Apogeu: 227 km
- Inclinação: 51.7°
- Período: 88.4 minutos